# Diego Murillo Domínguez
Diego Murillo Domínguez (Malagón, 14 de marzo de 2001) es un futbolista Español que juega como Defensa central o lateral derecho en el Málaga Club de Fútbol de la Segunda División de España .

## Trayectoria
Nacido en Malagón, se une al fútbol base del Málaga CF en 2017 procedente del Albacete Balompié, debutando con el filial el 13 de octubre de 2019 al partir como titular en un empate por 2-2 frente al Loja CD en la Tercera División. Tras convertirse en un habitual jugador del Atlético Malagueño, el 7 de junio de 2022 renueva su contrato con el club hasta 2024.
Logra debutar con el primer equipo el 24 de septiembre de 2022 al entrar como suplente en los minutos finales de un empate por 2-2 frente al Villarreal CF "B".
En la temporada 2023-24, con el primer equipo malaguista disputa la cifra de 13 partidos en Primera División RFEF con el que lograría el ascenso a la Segunda División de España y dos encuentros de la Copa del Rey.
El 7 de septiembre de 2024, vuelve a jugar con el primer equipo del Málaga Club de Fútbol en la Segunda División de España, en un encuentro frente al Córdoba CF. 

## Clubes
| Club                  | País   | Año       |
| --------------------- | ------ | --------- |
| Atlético Malagueño    | España | 2020-2024 |
| Málaga Club de Fútbol | España | 2023-Act. |